# تورانی (ناحیه کلادنو)
تورانی (به چکی: Tuřany) یک منطقهٔ مسکونی در جمهوری چک است که در شهرستان کلادنو واقع شده‌است. تورانی ۳٫۵۶ کیلومتر مربع مساحت و ۵۴۸ نفر جمعیت دارد و ۳۳۲ متر بالاتر از سطح دریا واقع شده‌است.